# فرينش فورست
فرينش فورست (بالإنجليزية: French Forrest)‏ هو ضابط أمريكي، ولد في 1796 في ماريلند في الولايات المتحدة، وتوفي في 22 ديسمبر 1866 في جورجتاون في الولايات المتحدة.